# Персин, Михаил Сергеевич
Михаил Сергеевич Персин — русский врач XIX века, штаб-лекарь; надворный советник; брат Н. С. Персина.

## Биография
Об его детстве информации практически не сохранилось, да и прочие биографические сведения о нём очень скудны и отрывочны; известно лишь, что Михаил Персин происходил из обер-офицерских детей; медицинское образование получил в Императорской Санкт-Петербургской медико-хирургической академии, в которую поступил в 1823 году; в 1827 году он успешно окончил курс и получил звание лекаря первого отделения.
В 1828 году Михаил Сергеевич Персин поступил на шесть лет в Морское ведомство Российской империи в 1-й флотский экипаж; в 1830 году он перешел в 5-й флотский экипаж, в 1831 году получил звание штаб-лекаря, в 1834 году был переведен в 27-й флотский экипаж, а в 1842 году уволен от службы.
С 1844 по 1846 год М. С. Персин работал врачом больницы Приказа общественного призрения в городе Иркутске; имел чин надворного советника.
Среди прочих Персин напечатал в «Друге здравия» следующие труды по медицинской тематике: «Extr. nucis vomicae в параличе» и «Замечательное ранение брюшины и кишок у 15-летней девушки».